# Atos Institucionais
Os Atos Institucionais (AI) foram diplomas legais baixados pelo poder executivo no período de 1964 a 1969, durante a ditadura militar brasileira. Foram editados pelos Comandantes-em-Chefe do Exército, da Marinha e da Aeronáutica ou pelo Presidente da República, com o respaldo do Conselho de Defesa Nacional. Todas estas normas estavam acima de todas as outras e até mesmo da Constituição (1946 e 1967). Esses atos não estão mais em vigor desde o fim do Regime Militar.
Os Atos Institucionais foram utilizados como mecanismos de legitimação e legalização das ações políticas dos militares, estabelecendo para eles diversos poderes extra constitucionais. Entre 1964 a 1969 foram decretados 17 atos institucionais, regulamentados por 104 atos complementares.

## AI-1
Redigido por Francisco Campos, foi editado em 9 de abril de 1964 pelo Comando Supremo da Revolução. Passou a ser designado como Ato Institucional Número Um, ou AI-1 somente após a divulgação do AI-2. Com 11 artigos, o AI-1 dava ao governo militar o poder de alterar a constituição, cassar leis legislativas, suspender direitos políticos por dez anos e demitir, colocar em disponibilidade ou aposentar compulsoriamente qualquer pessoa que tivesse atentado contra a segurança do país, o regime democrático e a probidade da administração pública.
Determinava eleições indiretas para a presidência da República no dia 11 de abril, estipulando que fosse terminado o mandato do presidente em 31 de janeiro de 1966, quando expiraria a vigência do ato. Como se sabe hoje, sobretudo pelas muitas entrevistas do jornalista Geneton Moraes Neto com membros do regime militar, realizadas em 2010, o Marechal Castelo Branco e Tancredo Neves, que participaram da ditadura político-militar de 1964, pretendiam realizar pleito universal e direto para a Presidência da República em 1966. Pretendiam também elaborar projeto para que se elegessem delegados para uma Assembleia Constituinte.

## AI-2
Com 33 artigos, o Ato Institucional Número Dois (ou AI-2) foi baixado pelo regime militar em 27 de outubro de 1965, instituindo a eleição indireta para presidente da República além de dissolver todos os partidos políticos existentes desde 1945, aumentar o número de ministros do Supremo Tribunal Federal de 11 para 16, reabrir o processo de punição aos adversários do regime e estabelecer que o presidente poderia decretar estado de sítio por 180 dias sem consultar o Congresso. Também poderia o presidente intervir nos estados, decretar o recesso no Congresso, demitir funcionários por incompatibilidade com o regime e baixar decretos-lei e atos complementares sobre assuntos de segurança nacional.
O Ato Complementar (AC) nº 1 de 27 de outubro, estabeleceu as sanções a serem estabelecidas contra as pessoas com direitos políticos cassados que se manifestassem politicamente, o que passou a ser qualificado como crime.
O AC 2 estabeleceu, em 1 de novembro, disposições transitórias até serem constituídos os tribunais federais de primeira instância, enquanto o AC 3 - no mesmo dia - determinava as formalidades para a aplicação da suspensão de direitos políticos e garantias constitucionais.
O AC 4, em 20 de novembro estabeleceu a nova legislação partidária, fixando os dois partidos políticos que poderiam existir: Aliança Renovadora Nacional (ARENA) e Movimento Democrático Brasileiro (MDB). A ARENA representava os militares; já o MDB era um partido de oposição controlado pelo regime militar.

## AI-3
Nas eleições estaduais de 1965, o governo militar é pego de surpresa: a oposição venceu as eleições em estados populosos, como Minas Gerais e Guanabara (mais tarde incorporada ao atual Rio de Janeiro).
Em 5 de fevereiro de 1966 o presidente Castelo Branco editou o Ato Institucional Número Três (ou AI-3), que estabelecia que os governadores e vices seriam eleitos indiretamente por um colégio eleitoral, formado pelos deputados estaduais. Também estabeleceu que os prefeitos das capitais seriam indicados pelos governadores, com aprovação das assembleias legislativas. Estabeleceu o calendário eleitoral, com a eleição presidencial em 3 de outubro e para o Congresso, em 15 de novembro.
Com a pressão do governo, somada às cassações de deputados estaduais, a ARENA elegeu 17 governadores. No dia 3 de outubro foi eleito o marechal Artur da Costa e Silva, ministro da Guerra de Castelo Branco, e para vice, Pedro Aleixo, deputado federal eleito pela UDN e então na ARENA. O MDB se absteve de votar nas eleições em protesto.
No dia 12 de outubro foram cassados, por um período de dez anos, seis deputados do MDB, entre os quais Sebastião Pais de Almeida, do antigo PSD, e Doutel de Andrade, do antigo PTB.
No dia 20 de outubro, foi editado o AC 24 estabelecendo recesso parlamentar até 22 de novembro. Em 15 de novembro foram feitas as eleições legislativas, ficando a ARENA com 277 assentos contra 132 do MDB.

## AI-4
Editado por Castelo Branco em 7 de dezembro de 1966, o Ato Institucional Número Quatro (ou AI-4) convocou ao Congresso Nacional o estabelecimento de uma nova carta constitucional - a Constituição de 1967 - que revogaria de forma definitiva a Constituição de 1946.

## AI-5

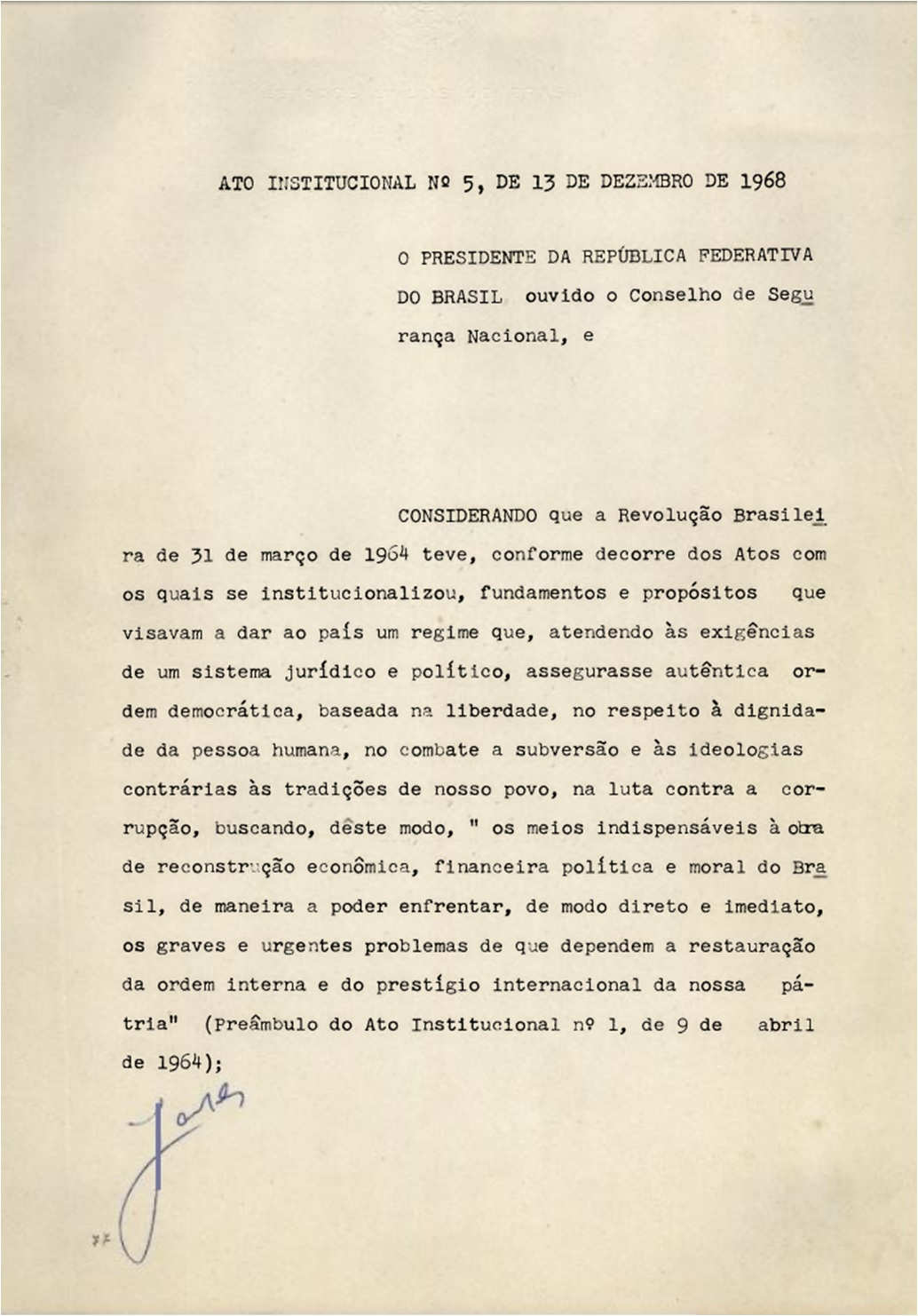
Primeira página do AI-5. Documento sob a guarda do Arquivo Nacional.

Em 1968, na cidade do Rio de Janeiro, 100 mil pessoas se reuniram em protesto contra a ditadura militar e a morte do estudante Edson Luís, morto por uma bala disparada pela polícia militar na tentativa de debelar um protesto movido por estudantes e ativistas políticos nas imediações do antigo restaurante Calabouço próximo ao Centro do Rio.
Em 2 de setembro, um discurso do deputado Márcio Moreira Alves, chamou os quartéis militares de "covis de torturadores", pediu à população que boicotasse os desfiles de 7 de setembro e, às moças, que não dançassem com os cadetes nos bailes dos clubes militares.
O Congresso Nacional se recusou a aceitar a exigência das forças armadas: quebrar a imunidade parlamentar do deputado e instalar um processo criminal contra ele. A reação do regime foi violenta: em 13 de dezembro de 1968, o então Ministro da Justiça, Luís Antônio da Gama e Silva, edita o Ato Institucional n° 5, considerado o mais autoritário ato institucional baixado durante o Regime Militar. O ato também previa a duração de 180 dias, porém permaneceu em vigor por quase 10 anos.
O AI-5, em apenas 12 artigos concedia ao Presidente da República, dentre outros, os poderes de cassar mandatos, intervir em estados e municípios, suspender direitos políticos de qualquer pessoa e, o mais importante, decretar recesso do Congresso e assumir suas funções legislativas no ínterim. O AI-5 também suspendeu o Habeas Corpus para crimes políticos. Por consequência, jornais oposicionistas ao regime militar foram censurados, livros e obras "subversivas" foram retiradas de circulação e vários artistas e intelectuais precisaram se exilar no estrangeiro.

## AI-6
O Ato Institucional Número Seis, ou AI-6, foi editado em 1 de fevereiro de 1969, reduziu de 16 para 11 o número de ministros do STF, sendo aposentados compulsoriamente Antônio Carlos Lafayette de Andrada e Antônio Gonçalves de Oliveira, que haviam se manifestado contra a cassação de outros ministros do tribunal. Estabeleceu também que os crimes contra a segurança nacional seriam julgados pela justiça militar e não pelo STF.
Em 7 de fevereiro, 33 cassações, entre elas de 11 deputados da ARENA. Seguiu-se nova lista no dia 16 do mesmo mês.

## AI-7
O Ato Institucional Número Sete, ou AI-7, foi editado em 26 de fevereiro de 1969, suspendendo todas as eleições até novembro de 1970.
No dia 13 de março é divulgada nova lista de cassações.

## AI-8
O Ato Institucional Número Oito, ou AI-8, foi editado em 2 de abril de 1969, estabelecendo que estados, Distrito Federal e municípios com mais de 200 000 habitantes poderiam fazer reformas administrativas por decreto.

## AI-9
O Ato Institucional Número Nove, ou AI-9 foi editado em 25 de abril de 1969 por Costa e Silva.
Seguindo a esteira dos atos institucionais anteriores, estabeleceu regras para a reforma agrária cuja doutrinação tinha cunho estritamente conservador.
Este ato institucional dava poder ao presidente para delegar as atribuições para a desapropriação de imóveis rurais por interesse social, sendo-lhe privativa a declaração de zonas prioritárias.
Costa e Silva estabeleceu também a indenização com títulos da dívida pública reembolsáveis por 20 anos, com correção monetária e que em caso de discussão do valor, seria aceito o valor cadastral da propriedade.
Novas cassações estavam presentes no texto do ato institucional para o dia 29 de abril de 1969.
Desta vez 219 professores e pesquisadores universitários foram aposentados e demitidos.
Foram cassados 15 deputados, da ARENA e do MDB por terem se manifestado contra a inconstitucionalidade dos atos institucionais seguidos.
Também teve direitos políticos suspensos o jornalista Antônio Callado e houve o fechamento de emissoras de rádio pelo então Departamento Nacional de Telecomunicações.

## AI-10
O Ato Institucional Número Dez, ou AI-10, editado em 16 de maio, determinava que as cassações e suspensões de direitos políticos com base nos outros atos institucionais acarretariam a perda de qualquer cargo da administração direta, ou indireta, instituições de ensino e organizações consideradas de interesse nacional.
Em julho, mais de 500 pessoas foram atingidas com punições, entre elas membros do Congresso Nacional e das assembleias estaduais e municipais, jornalistas, militares, diplomatas, médicos, advogados e professores.

## AI-11
O Ato Institucional Número Onze (ou AI-11) foi editado em 14 de agosto de 1969. Estabeleceu novo calendário eleitoral, fixando a data das eleições gerais para prefeitos, vice-prefeitos e vereadores - as quais estavam suspensas em virtude do disposto no Artigo 7º do AIT 7/1969 de 26 de fevereiro de 1969 - e para os municípios nos quais tivesse sido decretada a intervenção federal baseada no artigo 3º do AIT 5/1968 de 13 de dezembro de 1968; ou cujos cargos de prefeito e vice-prefeito estivessem vagos por outro motivo. Também as regras estabelecidas pelo artigo 80 do DEL 411/1969 de 8 de janeiro de 1969 viriam a ser cumpridas no dia 30 de novembro do mesmo ano, extinguindo a justiça de paz eletiva mas respeitando os mandatos dos atuais juízes de paz até o seu término.

## AI-12
No dia 26 de agosto de 1969 o presidente Costa e Silva apresentou sintomas de trombose cerebral. Com o agravamento do estado, o alto comando das forças armadas se reuniu e editou o AI-12 em 30 de agosto, estabelecendo que uma junta militar composta pelos ministros militares assumiria o poder e não o vice-presidente Pedro Aleixo, como mandava a constituição. Em cadeia de rádio e TV, a junta se pronunciou dizendo que a situação interna grave impedia a posse do vice-presidente.
Esclarece que, enquanto durar o impedimento temporário do Presidente da República, Marechal Arthur da Costa e Silva, por motivo de saúde, as suas funções serão exercidas pelos Ministros da Marinha de Guerra do Exército e da Aeronáutica Militar, nos termos dos Atos Institucionais e Complementares, bem como da Constituição de 1967.

## AI-13 e AI-14
No dia 4 de setembro, As organizações de luta armada Movimento Revolucionário oito de Outubro (MR-8) e Ação Libertadora Nacional (ALN) sequestraram o embaixador norte-americano Charles Burke Elbrick e exigiram a libertação de 15 prisioneiros políticos e a divulgação de seu manifesto de repúdio à ditadura militar. No dia seguinte, a junta militar se reuniu com o general Carlos Alberto da Fontoura, chefe do SNI, os ministros José de Magalhães Pinto, das Relações Exteriores, e Luís Antônio da Gama e Silva, da Justiça, e o general Jaime Portela, chefe do Gabinete Militar da Presidência da República. Ficou decidido que o governo cederia às exigências, o que foi feito.
Foram editados então o Ato Institucional Número Treze, ou AI-13, que estabelecia o "banimento do território nacional de pessoas perigosas para a segurança nacional", e o Ato Institucional Número Quatorze ou AI-14, que estabelecia a modificação do artigo 150 da constituição, com a aplicação da pena de morte nos casos de comprovada participação em atos de terrorismo que resultasse em morte e também em "guerra externa, revolucionária ou subversiva". Esta lei, no entanto, embora tenha entrado em vigor durante o governo do General Garrastazu Médici, nunca chegou a ser aplicada, e o único condenado por ato de terrorismo resultante em morte de soldado num quartel do Rio de Janeiro durante esse período, recebeu indulto presidencial.
No dia 9, os 15 presos libertados e exilados no México foram banidos do território nacional, e puderam apenas retornar ao Brasil em 1979 com a entrada em vigor da Lei da Anistia no governo do General João Batista Figueiredo.

## AI-15
O Ato Institucional Número Quinze, ou AI-15, foi editado no dia 9 de setembro de 1969 fixando as eleições nos municípios sob intervenção federal para 15 de novembro de 1970.
No dia 16 de setembro, a junta militar emitiu nota oficial comunicando o afastamento definitivo de Costa e Silva e a constituição de uma junta de três generais para encaminhar a questão sucessória.
No dia 27 de setembro foi publicado o Decreto-Lei nº 898 colocando em vigor uma nova Lei de Segurança Nacional, que estabelecia que todo condenado à morte seria fuzilado se em 30 dias não houvesse por parte do presidente da República a comutação da pena em prisão perpétua. Previa-se também a prisão de jornalistas que divulgassem notícias "falsas ou tendenciosas" ou fatos verídicos "truncados ou desfigurados".
Novas cassações foram feitas. Desta vez, 9 deputados federais e o senador Pedro Ludovico Teixeira.
No dia 7 de outubro, o governo anunciou que o general Emílio Garrastazu Médici, comandante do III Exército, havia sido indicado para suceder o presidente enfermo. Para vice-presidente foi indicado o almirante Rademaker.

## AI-16
O Ato Institucional Número Dezesseis, ou AI-16, foi editado em 14 de outubro de 1969. Declarou vagos os cargos de presidente e vice-presidente da República, marcando para o dia 25 seguinte a eleição presidencial indireta pelo Congresso Nacional, em sessão pública e por votação nominal. Fixou também o fim do mandato do presidente eleito em 15 de março de 1974, e prorrogou os mandatos das mesas da Câmara e do Senado até 31 de março de 1970.

## AI-17
O Ato Institucional Número Dezessete, ou AI-17, também editado em 14 de outubro de 1969, autorizava a junta militar a colocar na reserva os militares que "tivessem atentado ou viessem a atentar, comprovadamente, contra a coesão das forças armadas". Uma forma encontrada para conter a oposição encontrada pela indicação de Médici.
Os AC-72 e 73, editados em 15 de outubro reabriram o Congresso Nacional convocando os parlamentares a se apresentarem no dia 22 de outubro.